# Alfauir
Alfauir (em valenciano e oficialmente) ou Alfahuir (em castelhano) é um município da Espanha na província de Valência, Comunidade Valenciana. Tem 6,2 km² de área e em 2021 tinha 467 habitantes (densidade: 75,3 hab./km²).

## Demografia
| Variação demográfica do município entre 1991 e 2004 | Variação demográfica do município entre 1991 e 2004 | Variação demográfica do município entre 1991 e 2004 | Variação demográfica do município entre 1991 e 2004 |
| --------------------------------------------------- | --------------------------------------------------- | --------------------------------------------------- | --------------------------------------------------- |
| 1991                                                | 1996                                                | 2001                                                | 2004                                                |
| 287                                                 | 343                                                 | 357                                                 | 381                                                 |

## Monumentos principais
- Mosteiro de São Jerónimo de Cotalba (Século XIV ao XVIII).
- Rota dos Mosteiros de Valência
- Rota dos Bórgia